# Alex Gilbert
Alex Gilbert (Arcángel, Rusia; 1 de abril de 1992), registrado originalmente con el nombre Aleksandr Víktorovich Gusovskoi, es un defensor de la adopción, escritor y presentador de medios de comunicación neozelandés nacido en Rusia, fundador de la organización I'm Adopted (Soy adoptado), que creó en 2015. Gilbert, cuyo nombre de nacimiento es Aleksandr Víktorovich Gusovskoi, nació en Arcángel, donde fue internado en un orfanato local durante los dos primeros años de su vida hasta 1994, cuando fue adoptado por sus padres neozelandeses. En 2013, Gilbert empezó a buscar y localizó a sus padres genéticos rusos, con los que no tenía ninguna relación; su padre genético no sabía de la existencia de Gilbert hasta que Gilbert se puso en contacto con él en 2013.
Gilbert ha aparecido en varios programas de televisión y documentales sobre adopción internacional, y ha escrito dos libros. Además de su labor de defensa, Gilbert ha trabajado anteriormente en medios de comunicación y televisión. Gilbert publica regularmente videos en su canal de YouTube sobre su propia historia, así como en su serie An Adoption Story, que presenta las historias de otras personas adoptadas.

## Primeros años
Alex Gilbert nació como Gusovskoi Alexander Viktorovich el 1 de abril de 1992 en Arcángel (Rusia), hijo de Mihail Viktorovich Kovkov y Tatiana Taimurazovna Gusovskaia. La madre de Gilbert lo internó en un orfanato de Arcángel tras su nacimiento. Su padre genético, Mihail, no supo de la existencia de Alexander hasta 2013, tras enterarse a través de una serie de mensajes en línea de que Alexander le estaba buscando. El nombre del padre que figuraba en el certificado de nacimiento y en los documentos de adopción de Alexander había sido falsificado.
En 1994, el matrimonio neozelandés Mark y Janice Gilbert adoptó a Alexander y a su hermano Andrei. Su nombre se cambió legalmente a Sasha Alexander Gilbert en 1994. La familia Gilbert vivía en Whangarei, Nueva Zelanda, y Alex vivió allí hasta los 18 años. A principios de 2011, Gilbert se trasladó a Auckland para estudiar y trabajar en televisión.

## Carrera

### 2013–2014
Tras un intento infructuoso en 2009, Gilbert reanudó la búsqueda de sus padres biológicos en 2013. Utilizó las redes sociales rusas para localizarlos. En noviembre de 2013, Gilbert viajó a Rusia para conocer a sus padres biológicos por primera vez.
El viaje de Gilbert y sus encuentros con sus padres biológicos fue filmado para el programa de actualidad Sunday de TV One de Nueva Zelanda, y el reportaje se emitió en 2014. Ese mismo año, Gilbert escribió y publicó su libro autobiográfico My Russian Side, junto con un documental autobiográfico.

### 2015–2017

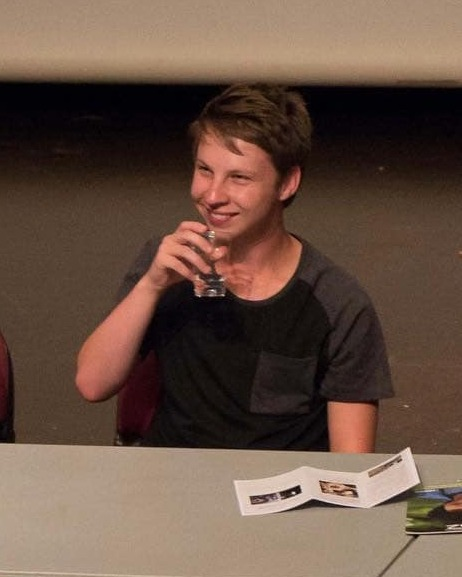
Alex Gilbert en 2015

En julio de 2015, Gilbert creó una comunidad en línea y una organización benéfica registrada, I'm Adopted, para que las personas adoptadas pudieran compartir sus historias. El proyecto es una plataforma que ayuda a los adoptados de todo el mundo a compartir sus experiencias personales con la adopción a través de las redes sociales. El proyecto también celebra encuentros y eventos, y está disponible en varios idiomas, entre ellos inglés, ruso y español. Desde 2019, I'm Adopted también produce un podcast.
A finales de 2015, Gilbert apareció en el programa Let them Talk de la cadena de televisión rusa 1TV, donde sus padres biológicos conocieron a sus padres neozelandeses por primera vez. El programa puso de relieve el impacto inicial de la organización I'm Adopted. En febrero de 2017, Gilbert fue uno de los principales oradores en un acto celebrado en el Parlamento neozelandés para ayudar a concienciar sobre I'm Adopted y sus proyectos, en el que estuvo acompañado por Wendy Hawke, directora de Inter-Country Adoption New Zealand.
En octubre de 2017, Gilbert fue a Rusia para visitar el orfanato de Arcángel por primera vez desde que lo abandonó en 1994. Volvió al orfanato al año siguiente.

### 2018–2019
A principios de 2018, Gilbert publicó de forma independiente su segunda autobiografía Soy adoptado. A finales de junio se publicó una entrevista completa basada en el libro. Gilbert recogió y entregó en mano suministros para su orfanato en Arcángel, Rusia, en octubre de 2018. En enero de 2018, Gilbert apareció en el documental ruso "The Man from Nowhere"

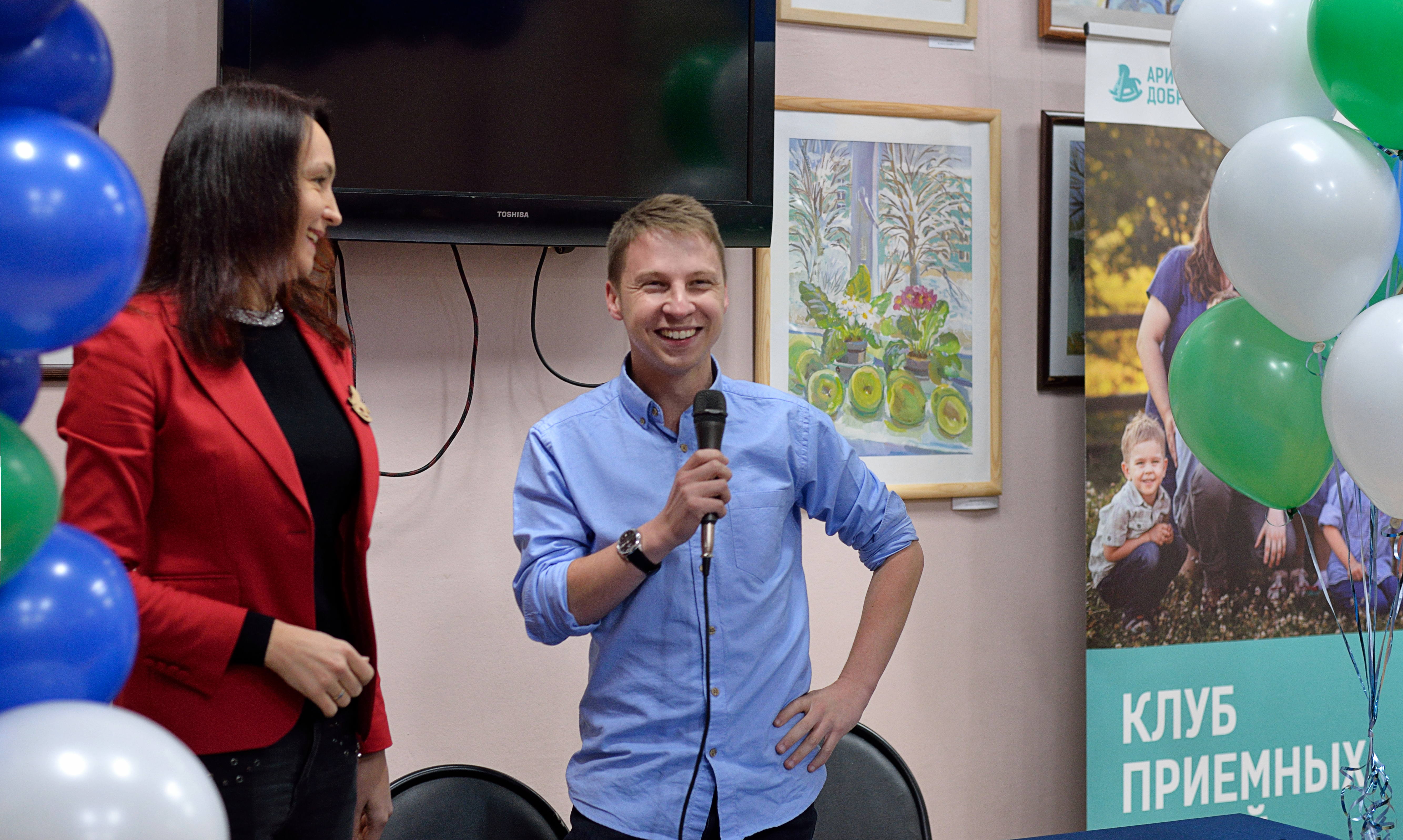
Alex Gilbert hablando en Elektrostal, Rusia, 2019

En enero de 2019, la versión rusa de su autobiografía titulada "Я - приёмный сын" (Soy adoptado) salió a la venta con un lanzamiento físico limitado con el apoyo de la Fundación Timchenko en Moscú, Rusia. El libro ha sido publicado por Alpina Books, Rusia, y se conserva un ejemplar en la Biblioteca Estatal Rusa de Moscú.

### 2020
En septiembre de 2020, Gilbert contribuyó al Programa de Adopción Rudd de la Universidad de Massachusetts Amherst con su trabajo I'm Adopted.
Al año siguiente, Gilbert fue nominado a Joven neozelandés del año 2019, así como nominado a Neozelandés del año.

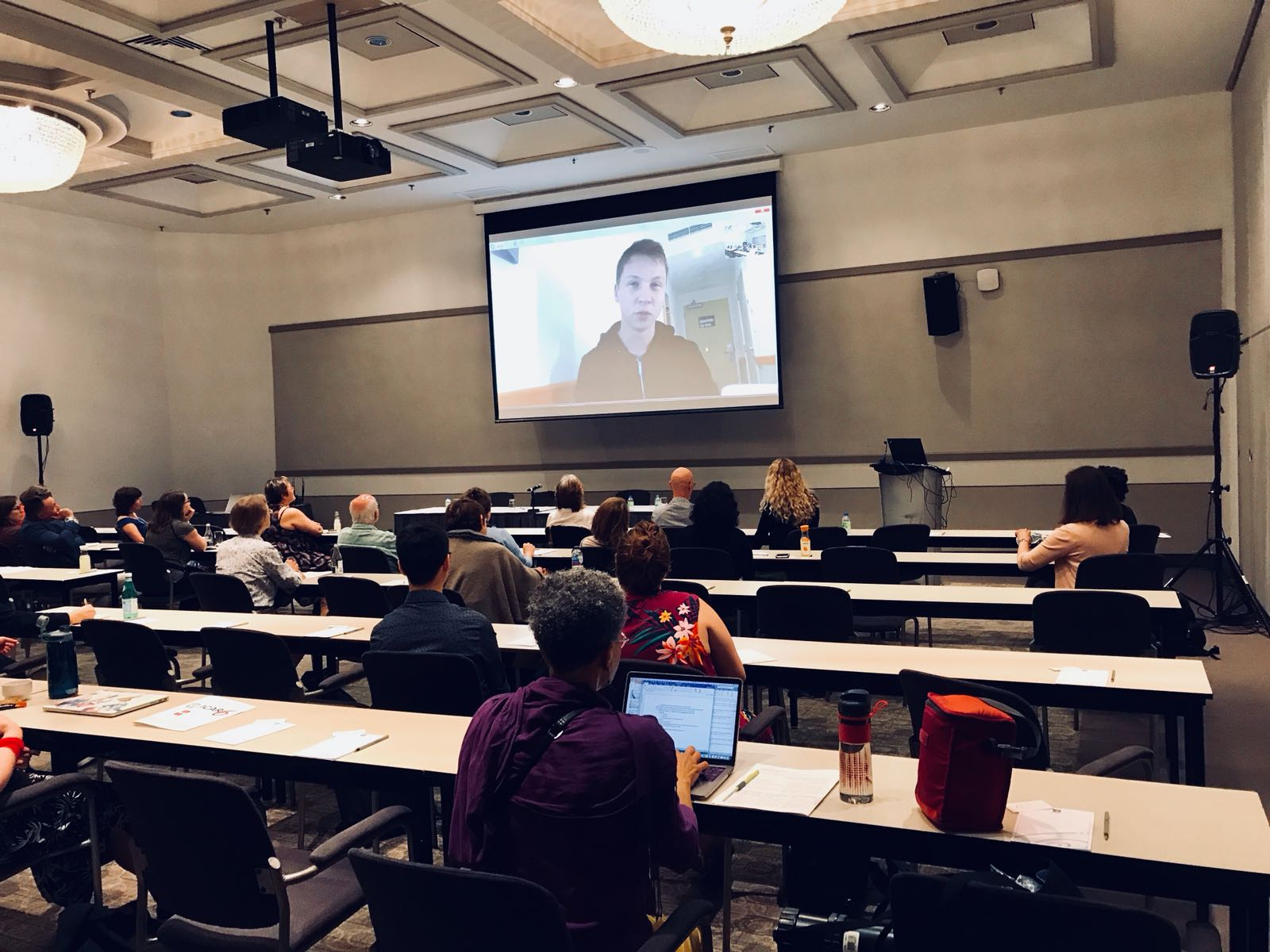
Alex Gilbert hablando a través de vídeo en la Conferencia Internacional sobre Investigación de la Adopción 6 conferencia en Montreal, Canadá, 2018.

Gilbert apareció en el documental de Stuff "Emma" (2020), en el que ayuda a una niña llamada Emma a encontrar a su familia biológica en Rusia. Emma visita entonces Rusia para conocer a sus padres biológicos por primera vez. En 2021, el documental ganó el premio al Mejor Documental en los Voyager Internet Media Awards de ese año.

### 2021
A principios de 2021, Gilbert se trasladó temporalmente a Rusia, viviendo principalmente en la región de Moscú. Gilbert documentó su estancia allí publicando vídeos en su canal de YouTube. También volvió a reunirse con su madre biológica, Tatiana, en Rybinsk, así como con su padre biológico, Mihail, y su familia en San Petersburgo.

### 2022 y posteriores
En septiembre de 2019, TVNZ anunció que Gilbert presentaría una serie de televisión llamada Reunited. El programa se centra en su trabajo con I'm Adopted y la ayuda a personas adoptadas para encontrar a sus familias biológicas. El rodaje de la serie finalizó en 2021. Gilbert también fue guionista y narrador de la serie. La primera temporada se emitió en febrero de 2022 en TVNZ 1.
Desde noviembre de 2022, Gilbert comenzó a publicar su primera serie en línea continua, An Adoption Story, a través de su canal de YouTube. La serie sigue a Alex mientras se encuentra con otros adoptados para compartir sus historias. La serie ha sido filmada en Nueva Zelanda, Estados Unidos e Italia. La segunda temporada de An Adoption Story comenzó en junio de 2024. Las historias de la serie han incluido adopciones dentro de Nueva Zelanda de manera doméstica y también desde el extranjero. En un episodio, una persona adoptada, que había estado separada de sus dos hermanos desde su nacimiento y no sabía de su existencia, los conoció por primera vez.

## Libros
- 2014: My Russian Side
- 2018: I'm Adopted